# Somchai Maiwilai
Somchai Maiwilai (thailändisch สมชาย ไม้วิลัย, * 27. Juni 1975 oder 27. Juni 1970 in Ratchaburi) ist ein thailändischer Fußballtrainer.

## Karriere
Somchai Maiwilai steht seit 2009 bei Ratchaburi Mitr Phol in Ratchaburi unter Vertrag. 2009 spielte er mit dem Verein in der Dritten Liga. Mit dem Verein trat er in der Central/Eastern Region an. 2011 wurde er mit Ratchaburi Meister der Region und stieg anschließend in die Zweite Liga auf. Ein Jahr später wurde er mit dem Verein Meister der Zweiten Liga und stieg in die Erste Liga auf. 2014 wurde er Co-Trainer. Im März 2018 übernahm er wieder das Amt als Cheftrainer. Nach der Saison 2019 wurde er wieder Co-Trainer. Ende Dezember 2020 übernahm er zum dritten Mal das Amt des Cheftrainers. Im September 2021 löste ihn der Brasilianer Fernando Sales ab und Maiwilai übernahm das Amt des Teammanagers. Mitte September 2024, nachdem Surapong Kongthep den Verein verließ, übernahm er bis November 2024 den Verein als Interimstrainer. Im November 2024 übergab er an den Nachfolger Worrawoot Srimaka.

## Erfolge
Ratchaburi Mitr Phol
- Regional League Division 2 – Central/East: 2011  ▲
- Thai Premier League Division 1: 2012  ▲